# 분쉬의학상
분쉬의학상은 리하르트 뷘슈 (리하르트 분쉬)의 이름을 따서 대한의학회에서 주는 상이다.